# ウィリアム・ノース (第6代ノース男爵)

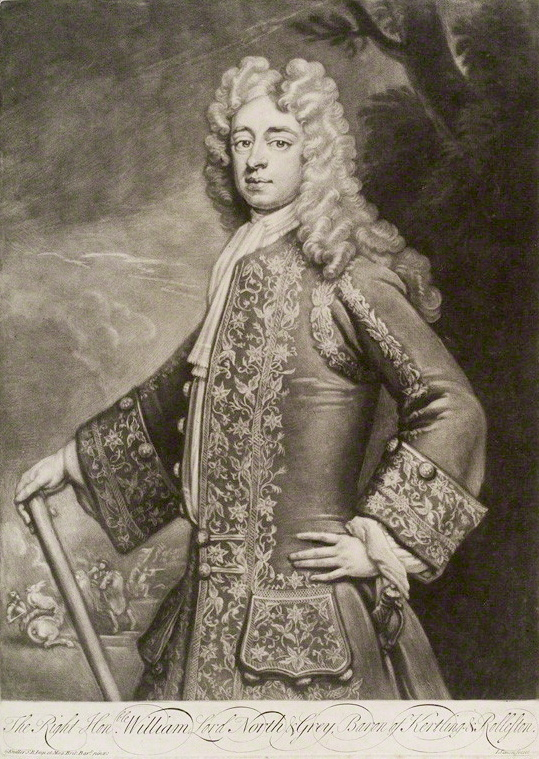
ゴドフリー・ネラーの絵画に基づく第6代ノース男爵のメゾチント。

第6代ノース男爵および第2代グレイ男爵ウィリアム・ノース（英語: William North, 6th Baron North and 2nd Baron Grey、1678年12月22日 - 1734年10月31日）は、イギリスの軍人、貴族、ジャコバイト。1698年から1734年まで貴族院としての権利を有したものの、1722年から死去までの12年間は外国で過ごした。
ノースはノース家ではじめて軍人になった人物であり、中将まで昇進したが、ジャコバイトだったため1714年にアン女王が死去すると失脚した。アタベリー陰謀事件に関与したとして逮捕されたが、証拠不十分により釈放され、以降はスペイン王フェリペ5世のもとで軍人を務め、マドリードで死去した。

## 初期の経歴
ケンブリッジシャーのケルデコートで第5代ノース男爵チャールズ・ノースとキャサリン・グレイ（初代グレイ・オブ・ワーク男爵ウィリアム・グレイの娘）の間で生まれた。父は1673年にグレイ・オブ・ロールストン男爵に叙され、貴族院議員になったため、ノースは1691年に父が死去するとノース男爵とグレイ・オブ・ロールストン男爵を継承した。
ノースの家系には知識人が多く、叔父の初代ノース男爵フランシス・ノースは大法官を務めており、ほかにも叔父ダドリー・ノースが経済学者で叔父ジョン・ノースがトリニティ・カレッジ学寮長を務め、さらにもう1人の叔父ロジャー・ノースが歴史家だった。また姉に東方学者で言語学者のダドリア・ノース（1675年 - 1712年）がいる。
ノースはケンブリッジ大学モードリン・カレッジとフーバート（Foubert）の軍事アカデミーで教育を受けた。

## 軍歴と政歴
ノースは軍人への道を目指したものの、1689年から1691年までのウィリアマイト戦争では若すぎて参戦を拒否された。彼は代わりに1691年にフランドルに向かい、「ジェントルマン志願兵」として戦った。1698年、貴族院議員としてはじめて登院した。彼は長年マールバラ公爵の下で従軍、1704年8月13日のブレンハイムの戦いではノースおよびグレイ卿の歩兵連隊を率いて戦い、右腕を失った。1710年、中将に昇進した。
軍務以外では1711年12月6日から1715年10月28日までケンブリッジシャー統監を務め（それまでは初代ノース男爵、第2代ノース男爵、第3代ノース男爵も同職を務めたことがあった）、またアン女王から枢密顧問官に任命された 。ノースは1714年にアン女王が死去した時点でポーツマス総督であり、ジャコバイトに属した。ノース率いる駐留軍はスコッツガーズで構成されたが、毎日酒を飲むときはジャコバイトの支持する継承者ジェームズ・フランシス・エドワード・ステュアートの健康を祝って乾杯したという。同じくジャコバイトのベリック公爵がポーツマスを基地としてイングランド侵攻を企んでいるとの憂慮があったため、ノースは即座に更迭されトマス・アールが後任となった。1720年、王立協会フェローに選出された。
1721年8月、フランシス・アタベリーによるステュアート家復位の陰謀に関与したとして逮捕された（アタベリー陰謀事件）。しかし、だれもノースに不利な証言を拒否したため、彼は無事釈放された。一方、ノースの代表で法律顧問のクリストファー・レイヤーは首吊り・内臓抉り・四つ裂きの刑に処された。ノースは釈放された後、大陸ヨーロッパに向かったが、そのときにカトリックに改宗したとされる。1722年1月6日、ジャコバイト爵位のノース伯爵に叙された。続いてスペイン王フェリペ5世のもとで将軍を務めた。
1734年10月31日、ノースはマドリードで死去した。ノースの死によりグレイ・オブ・ロールストン男爵は断絶したが、ノース男爵と財産は親族の第3代ギルフォード男爵フランシス・ノース（ノースの叔父初代ギルフォード男爵フランシス・ノースの孫）が継承した

## 家族
1705年、ネーデルラント連邦共和国の軍人Cornelis de Jonge van Ellemeetの娘マリア・マルガレータと結婚した。
ノースが死去した翌年（1735年）、マリア・マルガレータは第5代エリバンク卿パトリック・マレーと再婚した。